# Metropolia Méridy
Metropolia Méridy – metropolia rzymskokatolicka w Wenezueli utworzona 30 kwietnia 1966.

## Diecezje wchodzące w skład metropolii
- Archidiecezja Méridy
  - Diecezja Barinas
  - Diecezja Guasdualito
  - Diecezja San Cristóbal de Venezuela
  - Diecezja Trujillo

## Biskupi
- Metropolita: abp Helizandro Terán Bermúdez (od 2023) (Mérida)
- Sufragan: bp José Luis Azuaje Ayala (od 2013) (Barinas)
- Sufragan: bp Pablo Modesto González Pérez (od 2015) (Guasdualito)
- Sufragan: bp Mario Moronta (od 1999) (San Cristóbal)
- Sufragan: bp Cástor Oswaldo Azuaje Pérez (od 2012) (Trujillo)

## Główne świątynie metropolii
- Bazylika archikatedralna Niepokalanego Poczęcia w Mérida
- Bazylika św. Łucji w Timotes
- Katedra Matki Boskiej z Pilar w Barinas
- Katedra św. Krzysztofa w San Cristóbal
- Bazylika Matki Boskiej Pocieszenia w Táriba
- Bazylika Ducha Świętego w La Grita
- Katedra Matki Boskiej Pokoju w Trujillo